# Cadic N’Guessan
 (août 2025).
Cadic N'Guessan de son nom complet N’Guessan Affoué Cadic Luisette est une femme ivoirienne née en 2000  et connue pour son parcours dans le monde du mannequinat, du concours de beauté Miss Cote d'Ivoire, son influence sur les réseaux sociaux et sa carrière naissante dans le cinéma ’.

## Concours de beauté
En 2021, Cadic N'Guessan, étudiante en deuxième année de droit est élue Miss Aboisso lors des présélections régionales du concours Miss Côte d'Ivoire,,. Bien qu'en ayant pas remporté le titre national, cette expérience lui a permis de se faire connaître au grand public. En 2022, elle participe au concours Miss Supranational Côte d'Ivoire et remporte le titre représentant ainsi le pays lors de la finale internationale en Pologne,.

## Carrière cinématographique
Après son passage dans le monde de la beauté, elle se lance sur les réseaux sociaux. Connue des internautes pour ses vidéos drôles et scéniques, elle est contactée par le réalisateur Francis Golé qui à la suite l'invite aux locaux de la chaine de télévision Life Tv, où elle joue un rôle demandé, ce qui lui a value le rôle joué dans la série Footeuses de Troubles. En 2024, Cadic N'Guessan fait ses débuts en tant qu'actrice principale dans la série ivoirienne Footeuses de Troubles, où elle incarne le personnage principal Aïcha. Son interprétation performante est saluée, par les internautes et le public, ce qui contribue au succès de la série qui reçoit neuf nominations lors de la cinquième édition de la Nuit Ivoirienne du Septième Art et de l'audiovisuel (NISA 2024).